# Zero Wing
Zero Wing (ゼロウィング, Zero Uingu) est un shoot them up à défilement horizontal développé par Toaplan sorti sur borne d'arcade en 1989 et adapté sur Mega Drive et PC Engine en 1991 et 1992.
Le jeu comporte 8 niveaux, d'une durée de quelques minutes chacun, avec un style et des ennemis différents, et une difficulté croissante : Natols, Legrous, Pleades, Aquese, Submarine Tunnel, Barricade Zone, Bellon, Gerbarra.

## Réception
- Tilt : 16/20[1]

## All your base are belong to us
Le jeu est à l'origine du mème Internet All your base are belong to us, en raison des nombreuses erreurs que comporte la traduction anglaise dans la version européenne du port Mega Drive.